# Комар (поэма)
«Комар» (лат. Culex) — небольшая поэма, которую приписывают римскому поэту Вергилию, часть Appendix Vergiliana. Мнения исследователей об истинном авторе расходятся.
По данным Светония, Вергилий написал поэму в возрасте 16 лет, то есть в 54 году до н. э. (по мнению некоторых исследователей, самая поздняя из возможных датировок — середина 44 года до н. э.). Её герой — пастух, который засыпает на солнцепёке, не видя, как к нему ползёт гадюка. Комар жалит пастуха, тот просыпается, убивает комара и замечает змею. Убив и её, человек погребает своего спасителя и пишет стихотворную эпитафию на могильном камне.
Большинство исследователей видит в этой поэме пародирование стиля ритора Эпидия, который учил Вергилия ораторскому искусству; Фаддей Зелинский предположил, что это перевод с греческого. Поэма могла быть посвящена Гаю Октавию/Октавиану: возможно, именно к нему Вергилий обращается несколько раз как к «святому мальчику» («Мальчик святой, для тебя эта песня…»). Впрочем, звучат голоса против этой гипотезы. Большинство исследователей полагает, что поэма была написана неизвестным поэтом «эпохи Тиберия—Клавдия».